# ام‌گه ۱۵
ام‌گه ۱۵ (به آلمانی: MG 15) یک مسلسل کالیبر ۷/۹۲ میلی‌متری است که در دههٔ ۱۹۳۰ برای هواگردها جهت نبردهای هوایی طراحی شده بود. سال ۱۹۴۱ مسلسل‌های دیگری در هواپیما جایگزین آن شدند تا از انواع دیگر این مسلسل در رزن زمینی استفاده شود.

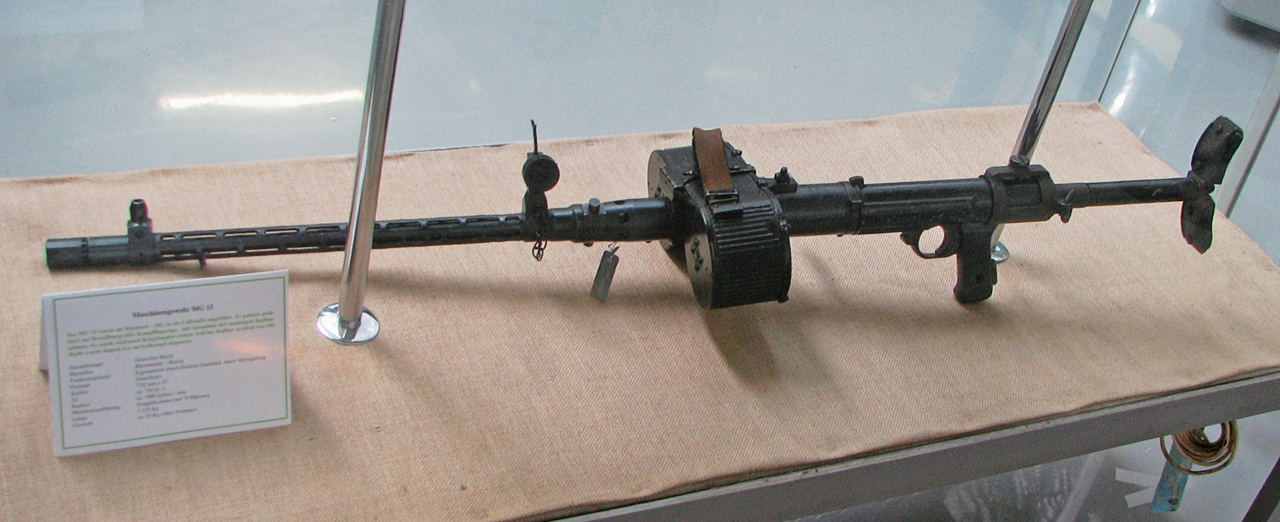
ام‌گه ۱۵ در موزه‌ای در مونستر، آلمان

در نیروی هوایی امپراتوری ژاپن هم از نوع ۹۸ این مسلسل استفاده و تحت عنوان مسلسل نوع ۱ در نیروی دریایی آن کشور نیز از این اسلحه بهره گرفته شد.